# Mouvement des sourds de France
 (mars 2023).
Si vous disposez d'ouvrages ou d'articles de référence ou si vous connaissez des sites web de qualité traitant du thème abordé ici, merci de compléter l'article en donnant les références utiles à sa vérifiabilité et en les liant à la section « Notes et références ».
Le Mouvement des sourds de France, souvent abrégée en M.D.S.F., est une association française qui représente les personnes et les associations sourdes françaises.
Ses principaux buts sont la reconnaissance officielle de la langue des signes française et le droit des enfants sourds à recevoir une éducation spécialisée dans les écoles publiques dirigées par l'éducation nationale.

## Histoire
Le 28 novembre 1985, Jean Kaczmarek (Sourd) et Emma Vernet (CODA) ont créé cette association.
Le Mouvement des sourds en France est affilié à l'Unisda depuis 1998.